# Чемпионат СССР по классической борьбе 1985
54-й Чемпионат СССР по классической борьбе проходил в Красноярске  с 6 по 9 июня 1985 года.

## Медалисты
| Весовая категория   | Золото                                          | Серебро                                       | Бронза                                          |
| ------------------- | ----------------------------------------------- | --------------------------------------------- | ----------------------------------------------- |
| Наилегчайший вес    | Махяддин Алахвердиев «Динамо» (Баку)            | Иван Самтаев Вооружённые Силы (Горно-Алтайск) | Ильхам Умаев «Динамо» (Баку)                    |
| Легчайший вес       | Сергей Дюдяев Вооружённые Силы (Ростов-на-Дону) | Минсеит Тазетдинов «Динамо» (Ульяновск)       | Х. Симонян «Трудовые резервы» (Ленинакан)       |
| Полулёгкий вес      | Оганес Арутюнян «Труд» (Минск)                  | Юрий Сюртуков «Динамо» (Ярославль)            | Тимержан Калимуллин «Динамо» (Омск)             |
| Лёгкий вес          | Анатолий Таинкин «Динамо» (Киев)                | Александр Литвинов Вооружённые Силы (Киров)   | Валерий Перминов «Динамо» (Киев)                |
| 1-й полусредний вес | Михаил Елизарьев «Динамо» (Ульяновск)           | Левон Джулфалакян Вооружённые Силы (Ереван)   | Александр Талачев Вооружённые Силы (Красноярск) |
| 2-й полусредний вес | Александр Кондрацкий «Динамо» (Киев)            | Магомедрасул Батталов «Труд» (Уфа)            | Рафаил Насибулов «Динамо» (Саранск)             |
| 1-й средний вес     | Абдулбасир Батталов «Трудовые резервы» (Уфа)    | Алексей Савинкин Вооружённые Силы (Москва)    | Виктор Гартман «Динамо» (Караганда)             |
| 2-й средний вес     | Хаваж-Баудин Мулаев «Динамо» (Грозный)          | Владимир Попов Вооружённые Силы (Омск)        | Сергей Минаев «Спартак» (Тамбов)                |
| Полутяжёлый вес     | Анатолий Федоренко Вооружённые Силы (Гродно)    | Вячеслав Клименко Вооружённые Силы (Киев)     | Сергей Голубович «Динамо» (Омск)                |
| Тяжёлый вес         | Владимир Григорьев Вооружённые Силы (Челябинск) | Николай Макаренко Вооружённые Силы (Киев)     | Игорь Ростороцкий «Динамо» (Караганда)          |